# Hoffmann Neopac
Die Hoffmann Neopac AG mit Hauptsitz in Thun ist ein Schweizer Hersteller von Tuben.
Das Unternehmen produziert an vier Standorten Kunststoffverpackungen: Polyfoil- und Kunststofftuben bei Neopac in der Schweiz, Ungarn, USA und bei Neopac in Indien.

## Tätigkeitsgebiet
Kerngeschäft von Neopac The Tube ist die Herstellung von Polyfoil-Tuben für 1 ml bis 300 ml Füllvolumen mit hoher Barriere für die Pharma-, Kosmetik- und Dentalindustrie.

## Geschichte der Gruppe
Das Unternehmen wurde 1890 durch Eduard Johann Hoffmann gegründet und stellte anfänglich im Auftrag des Bundes Patronenlader aus Karton und Metall für ein neues Infanteriegewehr der Schweizer Armee her. Nachdem die Eidgenössische Munitionsfabrik die Schachteln selbst zu produzieren begonnen hatte, stieg Hoffmann 1906 auf die Herstellung von Karton- und Metallverpackungen sowie Blechdosen um.
1934 erwarb das mittlerweile in zweiter Generation geführte Unternehmen die Aktienmehrheit an der auf die Herstellung von Metallverpackungen spezialisierten AG Union (später Neopac AG) in Oberdiessbach – gegründet 1906 zur Herstellung von Metallfedern und später Metalldosen. Diese begann ab 1954 mit der Produktion von Kunststofftuben unter dem Namen Neopac. 1965 lancierte Neopac die Polyfoil-Tube, patentierte sie und sicherte sich die Markenrechte für diese Tubenart. Ab 1982 konzentrierte sich Neopac auf die Produktion von Polyfoil-Tuben und stellte die Herstellung anderer Verpackungen ein.
1998 wurden im Zuge einer Neuausrichtung der Sortimentspolitik die Gebr. Hoffmann AG und die Neopac AG zur Hoffmann Neopac AG fusioniert und die beiden Divisionen Hoffmann Packaging Solutions (für Metallverpackungen) und Neopac Packaging Solutions (für Polyfoil- und Kunststofftuben) gebildet.
Zwecks besserer Differenzierung am Markt wurde 2008 in den Logos das Packaging Solutions durch Hoffmann The Tin und Neopac The Tube ersetzt.
2005 erwarb Neopac den Standort Debrecen in Ungarn. 2017 übernahm Hoffmann Neopac die Mehrheitsanteile von 3D Technopack Pvt. Ltd. in Indien, Hersteller von Kunststoff- und Laminattuben. 2019 lancierte Hoffmann die erste kindersichere Dose für den US-Markt und übernahm das Dosenwerk CM Packaging in Dronten, Holland. Im selben Jahr patentierte Neopac die recyclebare Barrieretube Polyfoil® MMB, die von RecyClass mit „Grade A“ bewertet wurde. 2020 installierte Hoffmann eine 12.000 m² große Solaranlage in Thun, Schweiz.
2021 erhielt die Polyfoil® MMB von Neopac die US APR Critical Guidance Bewertung und Hoffmann installierte eine Babyfood Dosenlinie in Dronten, Holland.
2022 führte Hoffmann Dosen aus 100 % Recyclingmaterial und CO2-reduziertem Grünstahl ein und Neopac installierte eine 6.100 m² Solaranlage in Debrecen, Ungarn.
2023 brachte Neopac die Polyfoil® EcoPro Tube mit 60 % Recyclinganteil heraus, die erste kindersichere Ø10 mm Tube weltweit. Im selben Jahr installierte Hoffmann eine weitere Babyfood Dosenlinie in Holland. In Oberdiessbach ist seit diesem Jahr ebenfalls eine Solaranlage auf einer Fläche von 1'566 m² installiert. Neopac übernahm die vollen Aktien-Anteile der Werke in Ungarn und Indien.
Im Februar 2025 wurde bekannt, dass das Metalldosengeschäft verkauft bzw. aufgegeben wird. Das Dosenwerk im niederländischen Dronten wird an die französische Massilly-Group verkauft und die Dosenproduktion am Stammsitz in Thun bis Mitte 2025 eingestellt.

## Entwicklung der Tube
Mit der Erfindung der Polyfoil-Tube im Jahre 1965 gelang Neopac ein grosser Schritt zur Differenzierung im Nischenmarkt gegenüber herkömmlichen Tuben. Barriere und Ästhetik der Tuben-Verpackungen stehen bis heute im strategischen Fokus des Unternehmens. Neopac entwickelte sich zu einem führenden Tubenhersteller Europas mit einer grossen Sortimentstiefe und hoher Flexibilität, um auf Trend und Marktbedürfnisse zu reagieren. In den 1980er Jahren strebte Neopac die Internationalisierung an und gewann Lizenznehmer in den USA und Korea. Anfang der 1990er Jahre hat Neopac in Zusammenarbeit mit einem Kunden eine Ökobilanz für Tuben erstellt. Neopac setzte vor allem auf Convenience mit neuen Tuben-Applikatoren und kundenspezifischen Entwicklungen für die Pharma, Kosmetik und Dentalindustrie. Ab 2005 wurde in Pharma-Reinräumen auf dedizierten Linien produziert.

In den letzten Jahren hat die Hoffmann Neopac AG ihren Fokus verstärkt auf Nachhaltigkeit gerichtet und ihr Portfolio dementsprechend erweitert, basierend auf dem Ecodesign-Konzept. Dieses Konzept umfasst fünf wesentliche Aspekte für Neopac The Tube: 

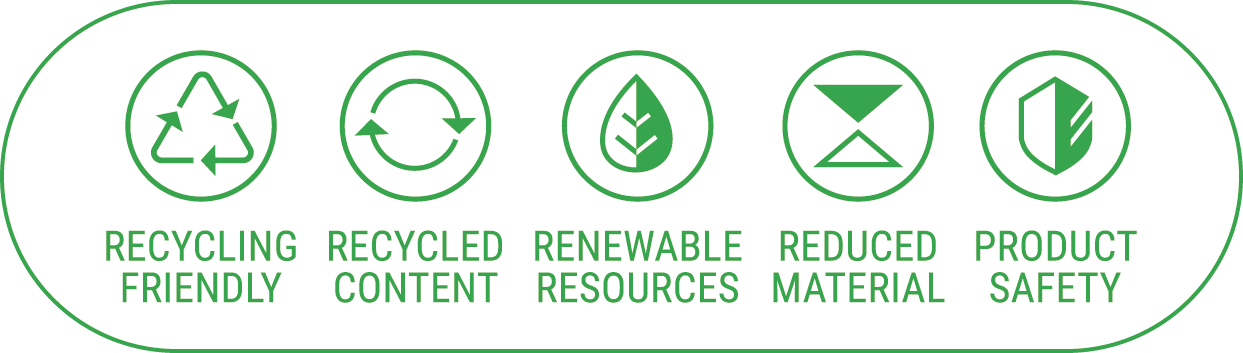

1. Reduzierung von Materialien: Effizienter Einsatz von Ressourcen durch Minimierung des Materialverbrauchs
2. Recyclingfähigkeit: Entwicklung von Produkten, die leicht recycelbar sind.
3. Verwendung von recycelten Materialien: Einsatz von wiederaufbereiteten Materialien in der Produktion.
4. Biobasierte Materialien: Integration von Materialien aus nachwachsenden Ressourcen.
5. Produktsicherheit: Verbundmaterialien mit Aluminium oder EVOH Barrieren